# 7307 Такеї
7307 Такеї (7307 Takei) — астероїд головного поясу, відкритий 13 квітня 1994 року.
Тіссеранів параметр щодо Юпітера — 3,334.
Названо на честь Джорджа Такеї (нар. 1936) — американського актора, відомого за роллю Хікару Сулу в епопеї «Зоряний шлях».